# Liste von Sakralbauten in Hückelhoven

Hückelhoven im Kreis Heinsberg

Die Liste von Sakralbauten in Hückelhoven nennt Kirchen, Kapellen und sonstige Sakralbauten in Hückelhoven, Kreis Heinsberg.

## Liste

### Christentum
| Bezeichnung                                     | Ortsteil      | Glaubensgemeinschaft                            | Bauzeit      | Anmerkungen | Bild | Geokoordinaten             |
| ----------------------------------------------- | ------------- | ----------------------------------------------- | ------------ | --- | ---- | -------------------------- |
| Kapelle St. Josef                               | Altmyhl       | rk. (Pfarrgemeinde St. Johannes Ratheim)        | 1932         | Denkmal Nr. 45 der Denkmalliste Hückelhoven |      | 51° 4′ 58″ N, 6° 11′ 39″ O |
| St. Brigida                                     | Baal          | rk.                                             | 1889/1890    | Denkmal Nr. 91 Hückelhoven. Einweihung 1905. |      | 51° 2′ 1″ N, 6° 16′ 44″ O  |
| Marienkapelle                                   | Baal          | rk.                                             | Ende 19. Jh. | Denkmal Nr. 62 Hückelhoven. Einsegnung 1905. |      | 51° 2′ 10″ N, 6° 17′ 9″ O  |
| Kirche der Evangelisch-Freikirchlichen Gemeinde | Baal          | Evangelisch-Freikirchliche Gemeinde             | 2004         | |      | 51° 1′ 51″ N, 6° 16′ 56″ O |
| Evangelische Kirche                             | Baal          | ev.                                             | 1966         | |      | 51° 1′ 45″ N, 6° 15′ 54″ O |
| St. Gereon                                      | Brachelen     | rk.                                             | 1430/1963    | Denkmal Nr. 16 Hückelhoven. Die ursprüngliche Kirche wurde 1944 größtenteils zerstört, 1945–1948 als Notkirche wiederaufgebaut und 1965 zwischen Chor und Turm neu gebaut.                               |      | 51° 0′ 10″ N, 6° 14′ 32″ O |
| Kapelle St. Anna                                | Brachelen     | rk. (Pfarrgemeinde St. Gereon Brachelen)        | 1864         | Denkmal Nr. 17 Hückelhoven. 1937 Renovierung und Anbau einer Sakristei |      | 51° 0′ 47″ N, 6° 13′ 39″ O |
| Kapelle Haus Berg                               | Brachelen     | rk.                                             | 1894         | |      | 51° 0′ 21″ N, 6° 14′ 36″ O |
| Maria Hilf Kapelle                              | Brachelen     | rk. (Pfarrgemeinde St. Gereon Brachelen)        | 1879         | Denkmal Nr. 87 Hückelhoven. 1945 zerstört, Wiederaufbau bis 1952 |      | 51° 0′ 28″ N, 6° 14′ 9″ O  |
| St. Dionysius                                   | Doveren       | rk.                                             | 1771         | |      | 51° 3′ 2″ N, 6° 14′ 51″ O  |
| St. Leonhard                                    | Hilfarth      | rk.                                             | 1905/1906    | Denkmal Nr. 14 Hückelhoven. Wegen des schlechten Zustands der ursprünglichen Kirche von 1641 wurde diese neu gebaut. Kriegsschäden von 1945 wurden bis 1948 behoben und die alte Kirche 1968 abgerissen. |      | 51° 2′ 12″ N, 6° 13′ 15″ O |
| Evangelische Kirche                             | Hilfarth      | ev.                                             | 1960er Jahre | |      | 51° 2′ 10″ N, 6° 13′ 1″ O  |
| St. Barbara                                     | Hückelhoven   | rk.                                             | 1933         | |      | 51° 3′ 29″ N, 6° 13′ 18″ O |
| St. Lambertus                                   | Hückelhoven   | rk.                                             | 17. Jh.      | Baudenkmal Nr. 12 Hückelhoven. 1887/88 wurde die Kirche bis auf den Turm abgerissen, die neue Kirche 1889 geweiht. 1954 Anbau eines Rundbaus als Marienkapelle, 1961/63 Erweiterung der Kirche.          |      | 51° 3′ 2″ N, 6° 13′ 37″ O  |
| Kapelle Evang. Altenzentrum                     | Hückelhoven   | ev. (Pfarrgemeinde Evang. Kirche Hückelhoven)   | 1954         | |      | 51° 3′ 13″ N, 6° 13′ 28″ O |
| Neuapostolische Kirche                          | Hückelhoven   | Neuapostolische Kirche                          | 1961         | Einweihung 1962 |      | 51° 3′ 22″ N, 6° 13′ 36″ O |
| Evangelische Kirche                             | Hückelhoven   | ev.                                             | 1890         | Denkmal Nr. 13 Hückelhoven |      | 51° 3′ 10″ N, 6° 13′ 30″ O |
| St. Stephanus                                   | Kleingladbach | rk.                                             | 15. Jh.      | Denkmal Nr. 19 Hückelhoven |      | 51° 4′ 33″ N, 6° 13′ 22″ O |
| Marienkapelle                                   | Kleingladbach | rk. (Pfarrgemeinde St. Stephanus Kleingladbach) | 1854         | Denkmal Nr. 20 Hückelhoven |      | 51° 4′ 19″ N, 6° 13′ 31″ O |
| St. Johannes der Täufer                         | Ratheim       | rk.                                             | 15. Jh.      | Denkmal Nr. 2 Hückelhoven. Zahlreiche Um- und Erweiterungsmaßnahmen. |      | 51° 4′ 2″ N, 6° 10′ 37″ O  |
| Haus der Begegnung                              | Ratheim       | (Pfarrgemeinde St. Johannes Ratheim)            | 1971         | |      | 51° 4′ 10″ N, 6° 11′ 49″ O |
| Evangelische Friedenskirche                     | Ratheim       | ev.                                             | 1962         | |      | 51° 4′ 10″ N, 6° 11′ 9″ O  |
| Herz-Jesu-Kirche                                | Rurich        | rk.                                             | 1868         | Baudenkmal Nr. 18 Hückelhoven |      | 51° 0′ 49″ N, 6° 16′ 16″ O |
| Schlosskapelle                                  | Rurich        | rk.                                             | 16. Jh.      | |      | 51° 0′ 55″ N, 6° 6′ 32″ O  |
| St. Bonifatius                                  | Schaufenberg  | rk.                                             | 1955         | |      | 51° 3′ 43″ N, 6° 12′ 31″ O |

### Islam
Eine Moschee unter der Trägerschaft von Ditib befindet sich an der Hilfarther Straße 49A, Hückelhoven.